# Armure TALOS
Pour les articles homonymes, voir Talos.
 (février 2014).
L'armure TALOS (« Tactical Assault Light Operator Suit »), surnommée Iron Man Suit, est une armure de combat tactique légère de l'armée américaine.

## Le Projet
L'armure TALOS est une armure légère de type exosquelette à base de nanotechnologie qui donnerait aux soldats américains une « force surhumaine » (« superhuman strength »). Elle serait fabriquée par différentes entreprises (56 sociétés, 16 agences gouvernementales, 13 universités et 10 laboratoires nationaux).
Les armures de :
- RDECOM,  (Research, Development and Engineering Command)
- M.I.T.  (Massachusetts, Institute of Technologies)

### Caractéristiques

#### Protection contre les balles
Une équipe du MIT travaille sur une armure faisant appel à des fluides qui deviendraient solides lorsqu'on leur appliquerait un champ magnétique ou un courant électrique. L'armure pourra ainsi protéger des balles ou des fragments de shrapnel en se durcissant brusquement lors de leur impact.

#### Accroissement de la force du porteur de l'armure
L'exosquelette que constitue l'armure pourra être fixé aux bras et aux jambes. Un système hydraulique permettra à l'armure d'augmenter considérablement la force du soldat qui en sera équipé.

#### Surveillance des données vitales
Grâce à des capteurs, l'armure pourra surveiller la température du corps, le rythme cardiaque et le taux d'hydratation.

#### Capacité de portage
L'armure permettra un accroissement de la capacité de portage, notamment par une meilleure redistribution du poids porté.

#### Casque
Il affichera des informations telle que des statistiques en temps réel, des cartes, des graphiques et un mode de vision nocturne.

## Chronologie

### Octobre 2013
L'armée américaine annonce qu'elle compte fabriquer des armures tactiques légères pour ses soldats.

### Février 2014
- L'amiral William H. McRaven annonce que trois armures sont en cours de fabrication dans les laboratoires de la US NAVY[6].
- Le Président Barack Obama officialise "l'armure Iron Man"[7].

### Juin 2014
Les premiers tests devraient commencer.

### 2016
Les premières armures sont testées sur le terrain.[réf. nécessaire]

### 2018
Les armures ne sont toujours pas utilisées par les commandos des États-Unis d'Amérique et le projet ne cesse d'être repoussé.

### 2019
En 2019 est présenté un modèle moins ambitieux que celui initialement envisagé (le modèle MK5). Loin de constituer un système d'armure-exosquelette unifié, ce modèle ne constituera finalement qu'un empilement de technologies distinctes, sans présenter la cohérence et l'intégration espérée au moment du lancement du programme. Ce modèle restera définitivement à l'état de prototype. 
L'année 2019 marquera ainsi l'interruption du programme TALOS.
Pour autant, au vu des ambitions présentées par la Chine (prototype de Norinco) et la Russie (programme Ratnik), l'abandon du projet TALOS ne signe pas l'abandon de l'idée de constituer un "super-soldat" augmenté au moyen d'une armure intelligente.
Même s'il n'a pas atteint ses objectifs et s'est révélé décevant, le programme TALOS aura cependant permis l'émergence de plusieurs technologies issues de celui-ci, technologies, qui, prises isolément, pourraient présenter des perspectives prometteuses pour le "soldat du futur".